# Персакис, Иоаннис
Иоа́ннис Перса́кис (греч. Ιωάννης Περσάκης; 1877, Афины — 1943) — греческий легкоатлет, бронзовый призёр летних Олимпийских игр 1896.
Персакис участвовал только в соревнованиях по тройному прыжку, которые прошли 6 апреля. Прыгнув на 12,52 м, он показал третий результат, и занял третье место после американца Джеймса Коннолли и француза Александра Тюффери.